# Life (tạp chí)
Life là một tạp chí của Hoa Kỳ được xuất bản hàng tuần từ năm 1883 đến năm 1972, xuất bản như một "số đặc biệt" không liên tục cho đến năm 1978 và xuất bản hàng tháng từ năm 1978 đến năm 2000. Trong thời kỳ hoàng kim của nó từ năm 1936 đến năm 1972, Life là một tạp chí hàng tuần được biết đến rộng rãi nhờ chất lượng nhiếp ảnh của nó.
Life đã được xuất bản độc lập trong 53 năm đầu tiên cho đến năm 1936 với tư cách là một tạp chí giải trí nhẹ và lợi ích chung, đầu tư nhiều về mảng hình minh họa, truyện cười và bình luận xã hội. Tạp chí đã giới thiệu một số nhà văn, biên tập viên, họa sĩ minh họa, họa sĩ tranh biếm họa đáng chú ý nhất trong thời đại của nó như Charles Dana Gibson, Norman Rockwell và Jacob Hartman Jr. Gibson trở thành tổng biên tập và chủ sở hữu của tạp chí sau khi John Ames Mitchell qua đời vào năm 1918. Trong những năm sau đó, tạp chí cung cấp các bài đánh giá viên nang ngắn gọn (tương tự như trong The New Yorker) đối với các vở kịch và bộ phim hiện đang chiếu ở Thành phố New York nhưng với nét sáng tạo là các gạch đầu dòng màu giống đèn giao thông, được thêm vào trong mỗi bài đánh giá: màu xanh lá cây cho một bài đánh giá tích cực, màu đỏ cho một bài đánh giá tiêu cực và màu hổ phách cho các thông báo hỗn hợp.
Năm 1936, nhà xuất bản Henry Luce của Time đã mua lại Life vì muốn có tiêu đề của nó: ông đã tiến hành làm lại rất nhiều ấn phẩm. Life đã trở thành tạp chí tin tức toàn ảnh đầu tiên của Hoa Kỳ và nó đã thống trị thị trường trong vài thập kỷ. Có thời điểm tạp chí đã bán được hơn 13,5 triệu bản trong một tuần. Bức ảnh nổi tiếng nhất được công bố trên tạp chí có thể là bức ảnh chụp một y tá trong vòng tay của một thủy thủ của Alfred Eisenstaedt, được chụp vào ngày 14 tháng 8 năm 1945 khi họ ăn mừng Victory over Japan Day tại Thành phố New York. Vai trò của tạp chí đối với lịch sử phóng viên ảnh được coi là đóng góp quan trọng nhất của nó trong việc xuất bản. Hồ sơ của Life phong phú đến mức các cuốn hồi ký của Tổng thống Hoa Kỳ Harry S. Truman, Thủ tướng Anh Winston Churchill và Thống tướng lục quân Hoa Kỳ Douglas MacArthur đều được đăng nhiều kỳ trong các trang của nó.
Sau năm 2000, Time Inc. tiếp tục sử dụng nhãn hiệu Life cho các ấn bản đặc biệt và kỷ niệm. Life trở lại với các số báo thường xuyên được lên lịch khi nó trở thành một tờ báo hàng tuần bổ sung từ năm 2004 đến năm 2007. Trang web life.com, ban đầu là một trong những kênh trên dịch vụ Pathfinder của Time Inc., trong một khoảng thời gian vào cuối thập niên 2000 được quản lý theo hình thức liên doanh với Getty Images dưới cái tên See Your World, LLC. Vào ngày 30 tháng 1 năm 2012, URL Life.com trở thành kênh ảnh trên trang web Time.com.

## Các ấn bản đặc biệt
Các ấn bản đặc biệt của Life được xuất bản vào những dịp đáng chú ý, chẳng hạn như ấn bản của Bob Dylan nhân dịp ông đoạt Giải Nobel Văn học vào năm 2016, Paul McCartney ở tuổi 75 vào năm 2017 và "Life" Explores: The Roaring '20s vào năm 2020.

## Hiện tại
Life hiện thuộc quyền sở hữu của Dotdash Meredith, công ty sở hữu hầu hết các tài sản trước đây của Time Inc..

## Những người đóng góp
Những người đóng góp đáng chú ý kể từ năm 1936 bao gồm:
- John Kendrick Bangs (biên tập viên, nhà văn)
- Dominic Behan (nhà văn)

### Phóng viên ảnh
- Harry Benson
- Berry Berenson
- Walter Bosshard
- Margaret Bourke-White
- Brian Brake
- Larry Burrows
- David Burnett
- David Douglas Duncan
- Robert Capa
- Henri Cartier-Bresson
- Loomis Dean
- John Dominis
- Alfred Eisenstaedt
- Eliot Elisofon
- Bill Eppridge
- Andreas Feininger
- Ron Galella
- Alfred Gescheidt
- Bob Gomel
- Allan Grant
- Dirck Halstead
- Marie Hansen
- Bernard Hoffman
- Henri Huet
- Isaac Kitrosser
- Peter B. Martin
- Hansel Mieth
- Lee Miller
- Gjon Mili
- Ralph Morse
- Carl Mydans
- Gordon Parks
- John Phillips
- Bill Ray
- Co Rentmeester
- Paul Schutzer
- Art Shay
- George Silk
- George Strock
- W. Eugene Smith
- Peter Stackpole
- Pete Souza
- Edward K. Thompson (tổng biên tập (1949 – 1961); biên tập viên (1961 – 1970))
- John Vachon
- Jeff Vespa (kiêm biên tập viên)
- Leigh Wiener
- Tony Zappone (ấn bản Châu Âu)
- John G. Zimmerman
- Lalaine Madrigal

### Nhà phê bình phim
- Brad Darrach
- Wheeler Winston Dixon

### Thời trang
- Howell Conant (nhiếp ảnh gia thời trang)
- Sally Kirkland (biên tập viên/thời trang)
- Clay Felker (người viết về thể thao, nhà sáng lập tạp chí New York)

### Nhiếp ảnh gia
- John Florea
- Henry Grossman
- Philippe Halsman
- Dorothea Lange
- Nina Leen
- Mark Shaw
- André Weinfeld (chân dung)
- Edward Steichen (chân dung)

### Họa sĩ minh họa
- Charles Dana Gibson
- Lejaren Hiller, Sr.
- Mary Hamman (biên tập viên cuộc sống hiện đại)
- Jane Howard (phóng viên)
- Will Lang Jr. (trưởng phòng)
- Henry Luce (nhà xuất bản, tổng biên tập)
- Richard Edes Harrison (người chuyên vẽ bản đồ)
- Gerald Moore (phóng viên)

### Nhà văn
- Normand Poirier
- Ronald B. Scott
- Thomas Thompson (kiêm biên tập viên)
- David Snell (nhà báo/nhà văn/họa sĩ tranh biếm họa)